# The Threshold HouseBoys Choir
The Threshold HouseBoys Choir – solowy projekt Petera Christophersona, powstały w 2005 roku po śmierci Johna Balance’a i rozwiązaniu wspólnego projektu Balance'a i Christophersona, Coil. Nazwa projektu jest grą słów, łącząc 'house of boys', 'boys' choir' i 'Threshold House'; ostatnia nazwa odnosi się do wytwórni płytowej Coila i ich strony internetowej.
Wbrew nazwie, THBC jest autorskim projektem Christophersona, opierającym się głównie o generowane komputerowo tajskie śpiewy i głosy w połączeniu z elektroniką. THBC nagrywa i działa w Bangkoku. Debiutancki album Form Grows Rampant (zapowiadany jako Rampant) ukazał się w 2007 roku.

## Dyskografia
- Form Grows Rampant, CD+DVD (2007)
- Mahil Athal Nadrach na składance …It Just Is (2005)
- So Young It Knows No Maturing na składance X-Rated: The Dark Files (2006)